# ジェラルド・ピアソン
ジェラルド・ピアソン（Gerald L. Pearson、1905年3月31日 - 1987年10月25日）は、アメリカ合衆国の物理学者。彼のベル研究所でのシリコン整流器の研究が、太陽電池の発明につながった。2008年、全米発明家殿堂入りを果たした。

## 生涯
オレゴン州セーラムに生まれた。ウィラメット大学で数学と物理学の学士号、スタンフォード大学で物理学の修士号を取得した。1929年からベル研究所で研究物理学者として働き、感温抵抗器に関する初期の研究でサーミスタに関する13の特許を取得した。第二次世界大戦後はウィリアム・ショックレーのグループに所属して彼の実験結果は半導体動作のモデル開発に不可欠であった。1946年、ショックレーの提案により、Pn接合部に置かれたホウ酸グリコールの液滴に電圧をかけ、トランジスタの探索において電力増幅を示す最初の証拠を得た。
ベル研究所での研究の中心を半導体材料に移し、半導体の挙動モデルの開発に不可欠な一連の実験を行った。シリコン整流器（電流を制御する電子部品）の研究は、彼の最もよく知られた発明であるシリコン太陽電池につながり、衛星通信やその他多くのアプリケーションの電源となった。
1954年、シリコン整流器の研究により、ダリル・チャピン、カルビン・フラーとともに、最初の実用的な光電池（太陽電池）作成に成功した。また、この開発のための手段として3人が、N型シリコンのウェハー上にホウ素の層を拡散させPN接合を形成することに成功するが、これがメサ型トランジスタ製造法となる。
1960年にベル社を早期退職し、スタンフォード大学の電気工学教授に就任し、化合物半導体の研究プログラムを立ち上げる。

## 受賞・受章・栄典
1964年にアカデミー・オブ・アチーブメントのthe Golden Plate Award。1981年にヴェルカー賞を受賞、2008年には、全米発明家殿堂入りした。